# Corneville-sur-Risle
Corneville-sur-Risle ist eine französische Gemeinde mit 1371 Einwohnern (Stand 1. Januar 2022) im Département Eure in der Region Normandie. Die Gemeinde gehört zum Kanton Pont-Audemer.

## Geografie
Corneville-sur-Risle liegt im Roumois, 38 Kilometer südöstlich von Le Havre, 29 Kilometer nordwestlich von Elbeuf und 28 Kilometer nördlich von Bernay, dem Hauptort des gleichnamigen Arrondissements. Nachbargemeinden von Corneville-sur-Risle sind Appeville-Annebault im Südosten, Campigny im Südwesten, Manneville-sur-Risle im Nordwesten und Colletot im Nordosten. Das Gemeindegebiet umfasst 1323 Hektar und ist sehr hügelig, dementsprechend beträgt die mittlere Höhe 72 Meter über dem Meeresspiegel, die Mairie liegt jedoch auf einer Höhe von 25 Metern. Die Wasserläufe Risle, Echauds und Freulette durchqueren das Gemeindegebiet. Die Weiler Saint-Laurent und Aptuy gehören zur Gemeinde.
Corneville-sur-Risle ist eine der Gemeinden im Département Eure, in denen die Gefahr sich plötzlich bildender metertiefer Löcher besteht. Die sogenannten Marnières sind alte Mergelgruben, die sich zum Beispiel nach starkem Regen öffnen können, wenn die Schuttfüllung in die Seitengänge geschwemmt wird. Diese Löcher haben meist einen Durchmesser von 1,5 bis 2 Metern. Im ganzen Département Eure gibt es etwa 16.000 dieser Mergelgruben. Zudem besteht das Risiko von Überschwemmungen.
Corneville-sur-Risle ist einer Klimazone des Typs Cfb (nach Köppen und Geiger) zugeordnet: Warmgemäßigtes Regenklima (C), vollfeucht (f), wärmster Monat unter 22 °C, mindestens vier Monate über 10 °C (b). Es herrscht Seeklima mit gemäßigtem Sommer.

## Geschichte

### Jungsteinzeit bis gallo-römische Zeit
Auf dem Gemeindegebiet wurden im 19. Jahrhundert Steinäxte aus der Jungsteinzeit und keltische Äxte gefunden. Außerdem existieren Reste eines quadratischen Forts, mit etwa 72 Metern Seitenlänge, das aus gallo-römischer Zeit (52 v. Chr. bis 486 n. Chr.) stammt. Die Konstruktion wird Vieux-Château (‚altes Schloss‘) oder Fort Bannis (‚Fort der Verbannten‘) genannt. Durch den östlichsten Zipfel des Gemeindegebiets verlief damals eine im Itinerarium Antonini erwähnte Abzweigung einer großen Römerstraße. Die Abzweigung führte von Harfleur (Caracotinum) über Caudebec-en-Caux (Lotum) nach Lisieux (Noviomagus).

### Mittelalter
Im 10. Jahrhundert erhielt Torf den Landstrich um Pont-Audemer als Lehen, dazu gehörte auch Corneville-sur-Risle. Torf gilt als der Ahnherr des Hauses Harcourt. Nach dem Tod von Torf erhielt dessen zweiter Sohn Turold Pont-Audemer und Corneville-sur-Risle. Danach fiel das Lehen an Onfroi de Vieilles († um 1050). In dem Dokument, in dem Onfroi dem Frauenkloster Saint-Léger de Préaux in Les Préaux zwei Wassermühlen in Corneville-sur-Risle schenkt, wurde die Gemeinde erstmals urkundlich erwähnt. Es gab zahlreiche Wassermühlen, die im Mittelalter hauptsächlich verschiedenen Abteien gehörten, die sie vermieteten. Eines der mittelalterlichen Lehen hieß dementsprechend Neuf-Moulins (‚neun Mühlen‘).
Im Weiler Aptuy befand sich das sogenannte Fort d’Harcourt, ein runder Erdhügel von 25 Metern Durchmesser mit den Grundmauern eines Donjons aus dem 12. Jahrhundert und einem Schutzwall. Noch 1830 wurden Steine aus dieser Konstruktion zum Bau von Häusern weiterverwendet. Diese Anlage ist auf Luftbildern aus den 1990er Jahren gut zu erkennen.
Im 11. Jahrhundert verwaltete eine Familie namens de Corneville das Lehen Corneville, das Pont-Audemer untergeordnet war. Etwa 1143 gründete Gilbert, seigneur de Corneville, die Abtei Notre-Dame de Corneville (‚Unsere Liebe Frau‘) für die Augustiner-Chorherren von Saint-Vincent-des-Bois. Diese Augustiner folgten der Congrégation de France und wurden Génovéfains (‚Genovevaner‘) genannt, nach der Abtei Sainte-Geneviève de Paris. Notre-Dame de Corneville blieb die einzige Genovevaner-Abtei in der Haute-Normandie. Das Lehen Corneville unterstand nun der Abtei. Um 1180 gab es schon mehrere Seigneurien in der Ortschaft und eines der Stadttore von Pont-Audemer hieß Porte de Corneville. In: den Jahren 1256, 1560 und 1567 besuchte Eudes Rigaud (1200–1275) die Abtei, um die Einhaltung der klösterlichen Regeln zu untersuchen.
Im Jahr 1308 tauschte die Abtei Le Bec in Le Bec-Hellouin mit König Philipp IV. (1268–1314) Ländereien aus und erhielt unter anderem die niedere Gerichtsbarkeit für Corneville-sur-Risle. 1420 huldigte der Abt im Hundertjährigen Krieg (1337–1453) dem englischen König Heinrich V. Er erhielt dafür die zuvor geraubten Güter zurück.

### Ancien Régime
Im 17. Jahrhundert gab es eine Familie mit dem Titel de Corneville, die allerdings nicht Corneville verwaltete, sondern ein kleines Lehen namens La Massue. Weitere bedeutende Lehen im Ancien Régime (Ende des 16. Jahrhunderts bis 1789) waren Aptuy (im Mittelalter Appetuit), Petit Fief de Saint-Mards (im Besitz der Seigneurs von Saint-Mards-sur-Risle) und Saint-Laurent. In Saint-Laurent gab es eine Kapelle, die der Abtei von Corneville unterstand.
Unter der Leitung des Abtes und königlichen Almoseniers Louis Desmé de La Chesnaye, wurde das Kloster Notre-Dame de Corneville in der zweiten Hälfte des 17. Jahrhunderts restauriert und reformiert. Anstatt der Augustiner bewohnten nun Mauriner die Abtei.
Ludwig XIV. (1638–1715) reformierte 1692 das Amt des Maire in den Städten des ganzen Königreichs. Das leitende Ratsmitglied von Rouen nach der Reform im Jahr 1692 war Claude Boutren, seigneur de Corneville. Er übernahm daher auch die Funktion des Maire. Von 1710 bis 1713 war Jean-Baptiste Guillot de la Houssaye, seigneur de Corneville, Maire von Rouen. Um 1716 oder 1718 gelangte Jacques-Étienne de la Rue in den Besitz von Corneville-La-Massue. Er wurde 1728 Maire von Rouen. Seine Familie war noch 1776 im Besitz des Lehens. Der letzte Seigneur von Corneville vor der Französischen Revolution (1789–1799) war allerdings Claude-Louis-Aimable Carrel de Thibouville, der 1788 noch lebte. Der letzte Abt vor der Revolution war François Berros de Gamanson. Zu seiner Zeit besaß das Kloster noch 333 Acre Land. Ein Acre war im Laufe der Jahre zwischen 30 und 60 Ar groß, der Landbesitz vor der Revolution umfasste also etwa ein Zehntel des heutigen Gemeindegebiets.

### Nach der Französischen Revolution

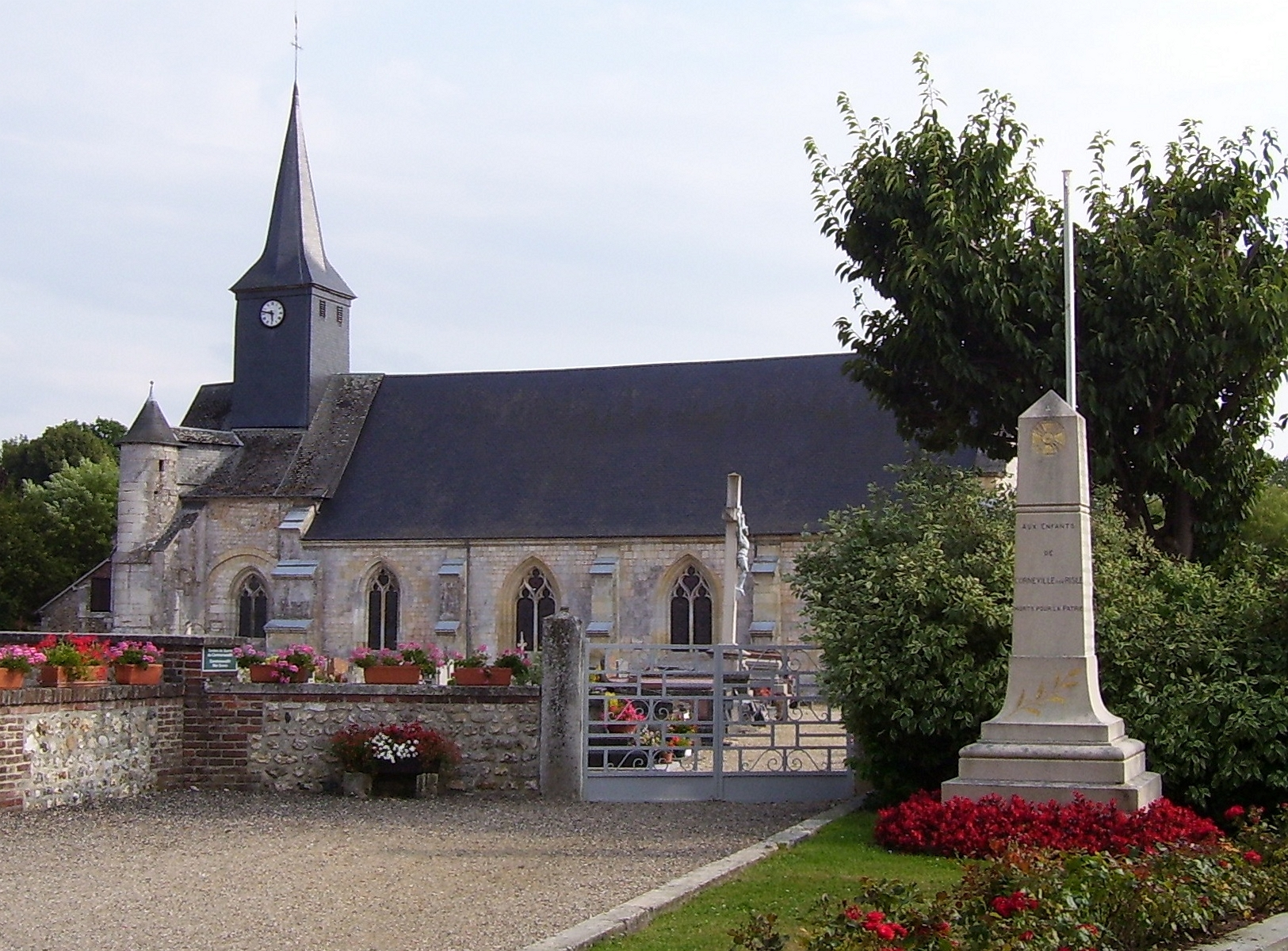
Kirche und Gefallenendenkmal

1793 erhielt Corneville-sur-Risle im Zuge der Französischen Revolution unter dem Namen Corneville den Status einer Gemeinde und 1801 durch die Verwaltungsreform unter Napoleon Bonaparte (1769–1821) wieder unter dem Namen Corneville das Recht auf kommunale Selbstverwaltung.
Das Kriegerdenkmal erinnert an die Soldaten aus Corneville-sur-Risle, die im Ersten Weltkrieg (1914–1918) fielen.
Im Zweiten Weltkrieg (1939–1945) wurde Corneville-sur-Risle zwischen dem 6. Juni und dem 10. Juli 1944 während der Operation Overlord durch die Alliierte Luftwaffe bombardiert. Am 29. Juni 1944 verstarb ein Pilot der Royal Canadian Air Force in der Gemeinde. Er wurde auf dem Friedhof begraben. Im August 1944 wurde die Gemeinde durch das I Corps der British Army befreit.

### Bevölkerungsentwicklung
| Jahr                       | 1962 | 1968 | 1975 | 1982 | 1990 | 1999 | 2009 | 2016 |
| Einwohner                  | 816  | 876  | 959  | 1066 | 1163 | 1170 | 1232 | 1338 |
| Quellen: Cassini und INSEE |      |      |      |      |      |      |      |      |

## Kultur und Sehenswürdigkeiten

### Die Abtei Notre-Dame de Corneville

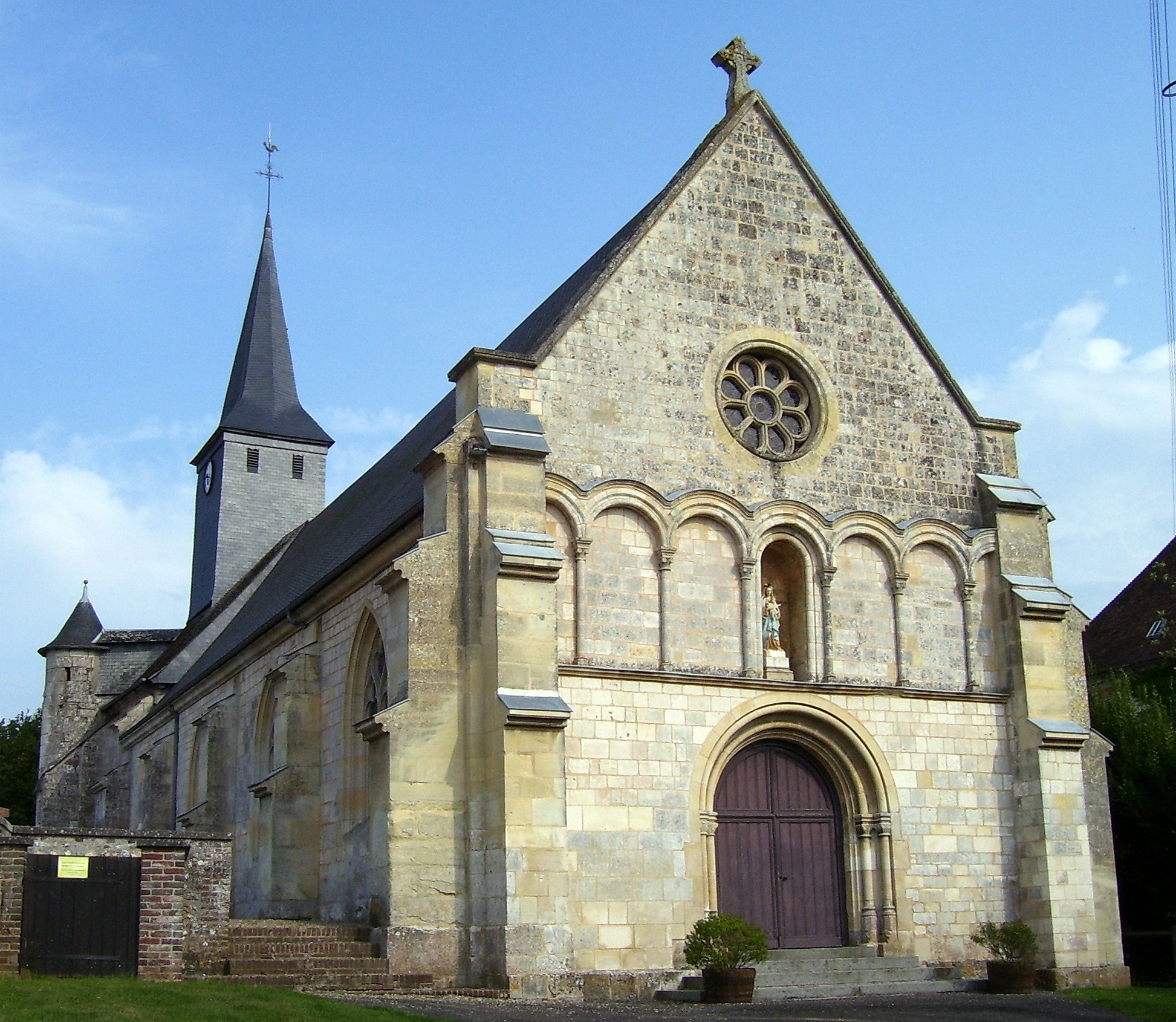
Die Kirche Notre-Dame

Die Abtei wurde um 1143 gegründet und im 17. Jahrhundert restauriert und erweitert. Es sind nur wenige Elemente der Klostergebäude aus dem 17. und 18. Jahrhundert erhalten, hauptsächlich der Süd- und Ostflügel des Kreuzgangs. Diese Gebäudeteile wurden 1992 in das Zusatzverzeichnis der Monuments historiques (‚historische Denkmale‘) eingetragen. Der Nordflügel des Kreuzgangs verschwand nach 1736. Das heutige Herrenhaus war einst das Wohngebäude der Mönche und wurde gegen Ende des 17. Jahrhunderts unter Verwendung von Teilen aus dem ursprünglichen Gebäude errichtet. Im 19. Jahrhundert wurde das Gebäude umgebaut, um ihm einen mehr „bürgerlichen“ Charakter zu geben. Dabei wurden wiederum Teile der alten Klostergebäude zerstört, zum Beispiel die Gewölbeverbindungen zwischen dem Herrenhaus und dem Südflügel des Kreuzgangs und dem Infirmarium. Im Inneren des Herrenhauses wurden die Raumdecken tiefer gelegt. Herrenhaus und Infirmarium befinden sich im Privatbesitz. Die Abteikirche wurde im 12. Jahrhundert gebaut und im 16. Jahrhundert umgebaut. Besonders bemerkenswert ist das Türmchen über der Treppe zum Glockenturm. Corneville-sur-Risle gehört zur römisch-katholischen Gemeinschaft Communauté de l’Abbaye Saint-Nicolas, die Teil der Pfarrei Notre-Dame Risle Seine des Bistums Évreux ist.

### Die Glocken von Corneville

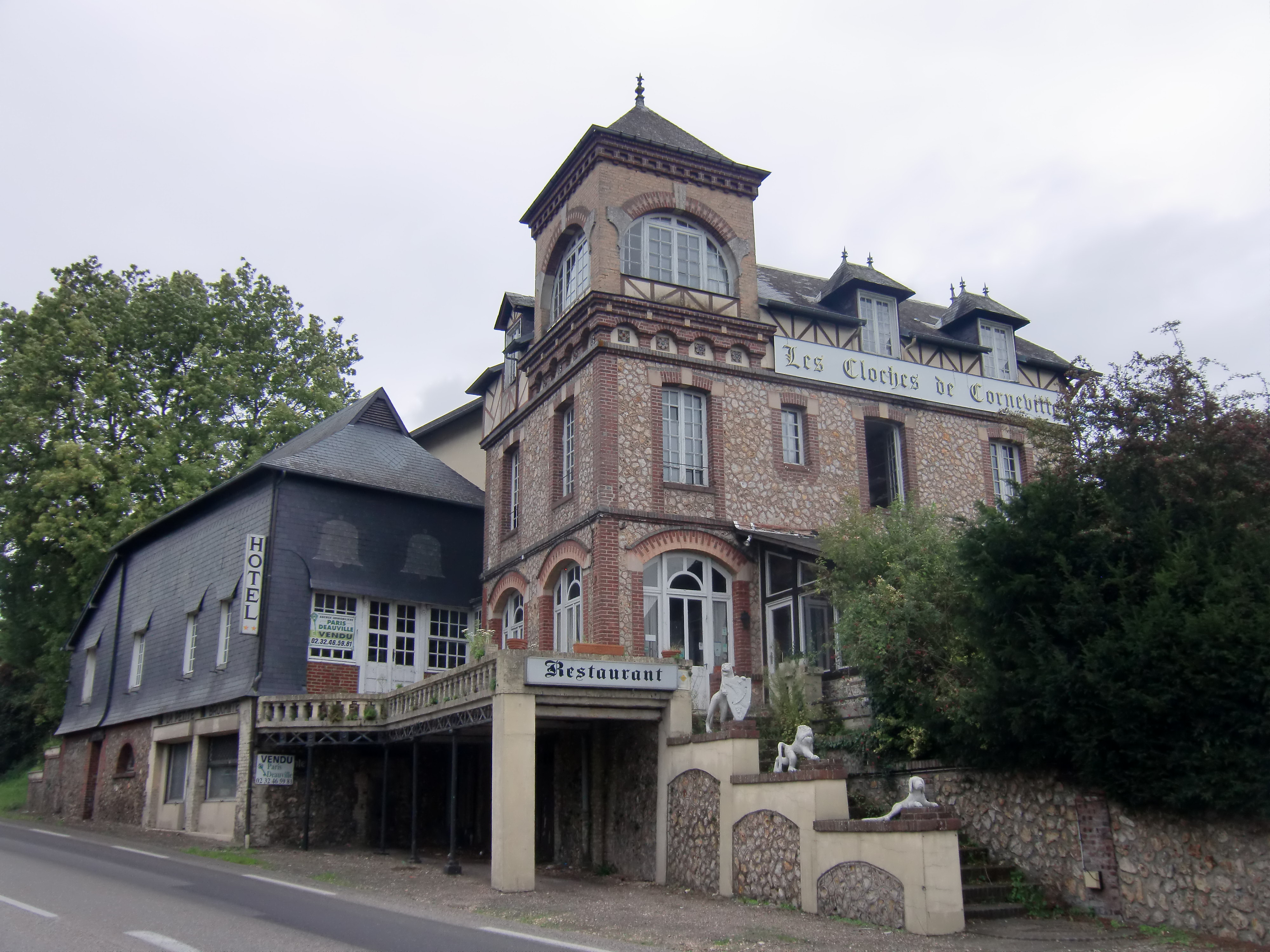
Das Hotel Les Cloches de Corneville

Die lokale Legende der Cloches de Corneville (‚Glocken von Corneville‘) spielt im Hundertjährigen Krieg und beruht auf den Ereignissen um 1420. Englische Truppen plünderten das Kloster und verstauten die geraubten Wertsachen und die größte der 13 Kirchenglocken des klösterlichen Carillons in einem Boot auf der Risle, um sie leichter zu ihrem Lager transportieren zu können. Die Glocke war aber zu schwer und brachte das Boot zum Kentern. Die Glocke versank in der Risle. Wenn die zwölf verbliebenen Glocken der Abtei geläutet wurden, dann läutete die dreizehnte Glocke im Fluss mit den anderen.

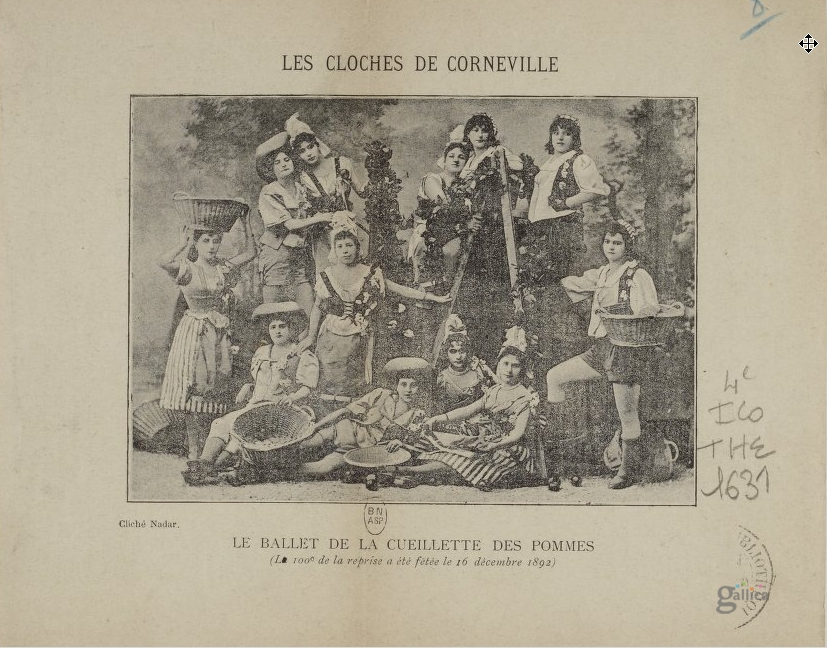
Das Apfelernteballett 1892, Fotografie von Nadar

Robert Planquette schrieb die Operette Les Cloches de Corneville, die 1877 uraufgeführt wurde. Das Libretto schrieben Louis François Clairville (1811–1879) und Charles Gabet (1821–1904). Die Operette handelt nicht von einem Überfall auf die Abtei, andere Elemente der Legende wurden aber immerhin übernommen. Corneville-sur-Risle wurde durch diese Operette bekannt.
Um 1900 beschloss der damalige Marquis de la Rochethulon ein Carillon aus zwölf Glocken zu erstellen. 1907 wurde deshalb ein neu erbautes Hotel nach der Operette benannt. Das Gebäude verfügt über einen kleinen Glockenturm mit zwölf Glocken, die von internationalen Spendern finanziert wurden und nach den Herkunftsorten der Spender benannt sind: la Normande (Normandie), la Canadienne (Kanada), la Danoise (Dänemark), la Russe (Russland), la Suédoise-Norvégienne (Schweden und Norwegen), l’Américaine (Vereinigte Staaten), l’Algérienne (Algerien), l’Anglaise (England), la Savoie (Savoyen), la Sainte-Germaine (Geburtsname der Frau des Marquis), l’Auvergne (Auvergne) und la Crétoise (Kreta). Das Gebäude wurde 2003 in das Zusatzverzeichnis der Monuments historiques eingetragen.
Die Hauptstraße in Corneville-sur-Risle wurde zu Ehren von Planquette Avenue Robert Planquette genannt. Außerdem gibt es eine rue du Carillon und eine rue de l’Opérette.

### Der Pont Napoléon

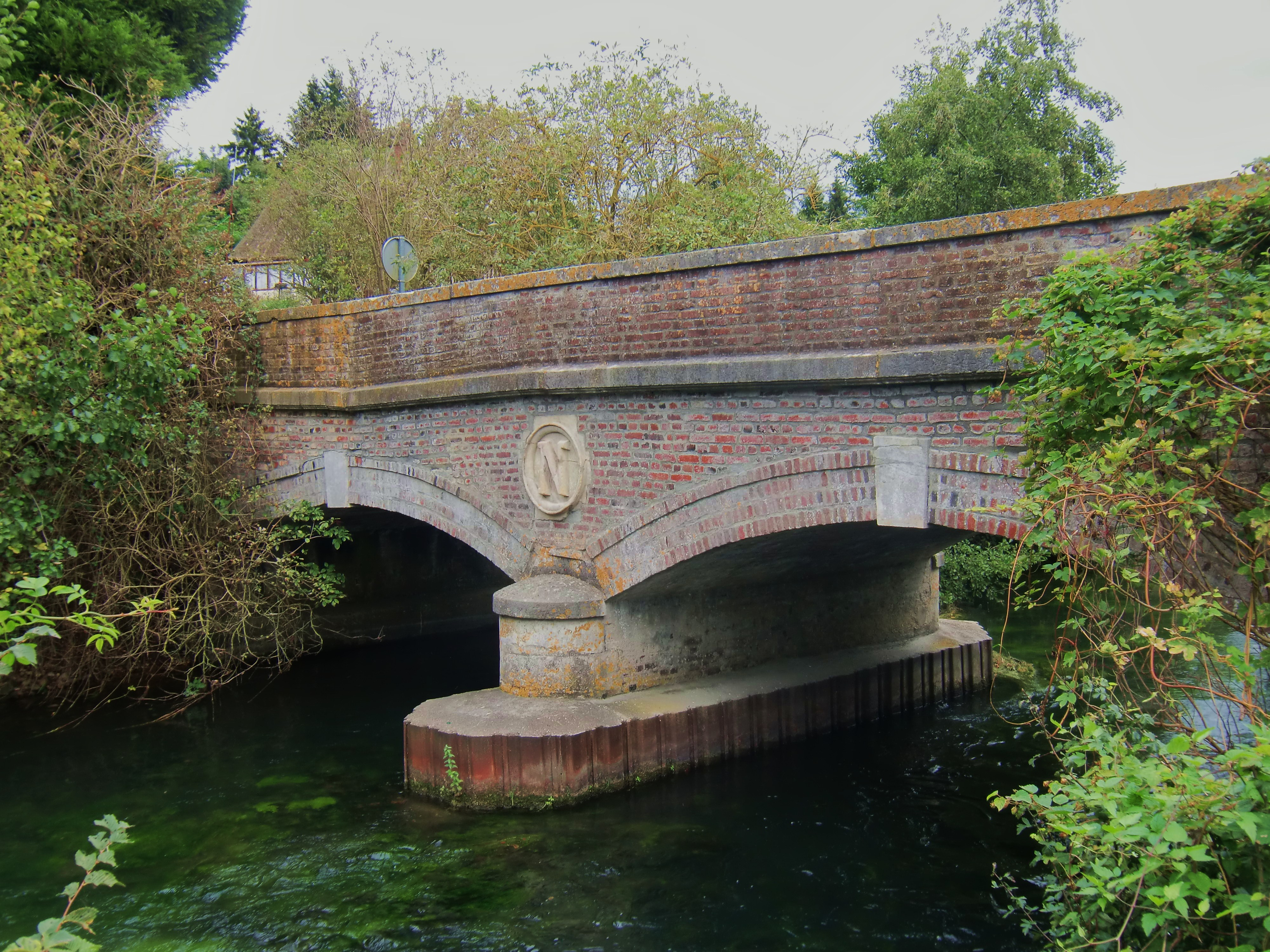
Der Pont Napoléon

1857 schlugen die Bewohner einer Art Insel zwischen der Risle und den verschiedenen Mühlenkanälen den Bau einer Brücke über die Risle vor. Der Bau der Brücke begann 1862. Sie besteht aus zwei Segmentbögen aus Backsteinen. Der mittlere Brückenpfeiler ist durch einen runden Eisbrecher geschützt. Am Zwickel über dem Mittelpfeiler ist eine Plakette mit dem Buchstaben N (für Napoleon III.) angebracht. Das Bauwerk ist typisch für den öffentlichen Brücken- und Straßenbau im Zweiten Kaiserreich (1852–1870). Die Brücke wurde 2007 in das Zusatzverzeichnis der Monuments historiques eingetragen.

## Wirtschaft und Infrastruktur
Im 19. Jahrhundert war der Haupterwerbszweige in der Gemeinde die Landwirtschaft. Es gab vier Getreidemühlen, eine Ölmühle und eine Spinnerei. Es wurde Getreide, Raps und Lein angebaut. Es gab Weiden für das Vieh und Apfelplantagen zur Herstellung von Cidre. Heute gibt es in der Ortschaft ein Wasserkraftwerk mit einer Leistung von 235 kW, mehrere Geschäfte, Handwerksbetriebe und Urlaubsunterkünfte. Bei der Volkszählung im Jahr 2008 wurde festgestellt, dass 20,2 Prozent der Erwerbstätigen in der Gemeinde beschäftigt sind, die anderen sind Pendler. 5,3 Prozent der Arbeitnehmer waren arbeitslos.
Auf dem Gemeindegebiet gelten kontrollierte Herkunftsbezeichnungen (AOC) für Camembert (Camembert de Normandie), Calvados und Pommeau (Pommeau de Normandie) sowie geschützte geographische Angaben (IGP) für Schweinefleisch (Porc de Normandie), Geflügel (Volailles de Normandie) und Cidre (Cidre de Normandie und Cidre normand).
Es gibt 19 Vereine mit weit gefächerten Interessen in der Ortschaft.
Die Gemeinde beherbergt einen Kindergarten und eine Elementarschule. Der Kommunalverband Pont-Audemer organisiert Schulbusse, die die Schüler zu den weiterführenden Schulen in Manneville-sur-Risle und Pont-Audemer bringen.

## Persönlichkeiten
- Guillaume-André-René Baston (1741–1825), Theologe, verstarb im Weiler Saint-Laurent.
- Robert Planquette (1848–1903), Komponist, machte Corneville durch seine Operette international bekannt.